# Micereces de Tera
Micereces de Tera település Spanyolországban,  Zamora tartományban. Micereces de Tera Quiruelas de Vidriales, Villanázar, Navianos de Valverde, Villaveza de Valverde, Morales de Valverde, Santa María de Valverde és Santibáñez de Tera községekkel határos. Lakosainak száma 414 fő (2024).

## Népesség
A település népessége az utóbbi években az alábbiak szerint változott:
| Lakosok száma | 644  | 595  | 573  | 551  | 530  | 499  | 479  | 457  | 438  | 414  |
|               | 2001 | 2004 | 2007 | 2009 | 2012 | 2014 | 2017 | 2019 | 2022 | 2024 |